# Glyphipterigidae
Glyphipterigidae es una familia de lepidópteros en la que las larvas de muchas de sus especies se alimentan de Cyperaceae y Juncaceae. Se han descrito más de 500 especies en la familia.

## Géneros
| - Abrenthia - Anacampsiodes - Carmentina - Caulobius - Chrysocentris - Circica - Cotaena - Cronicombra - Diploschizia - Drymoana | - Electrographa - Ernolytis - Eusthenica - Glyphipterix - Irinympha - Lepidotarphius - Machlotica - Neomachlotica - Orthotelia - Pantosperma | - Phalerarcha - Rhabdocrates - Sericostola - Setiostoma - Taeniostolella - Tetracmanthes - Toxopeia - Trapeziophora - Uranophenga - Ussara |